# Ermland

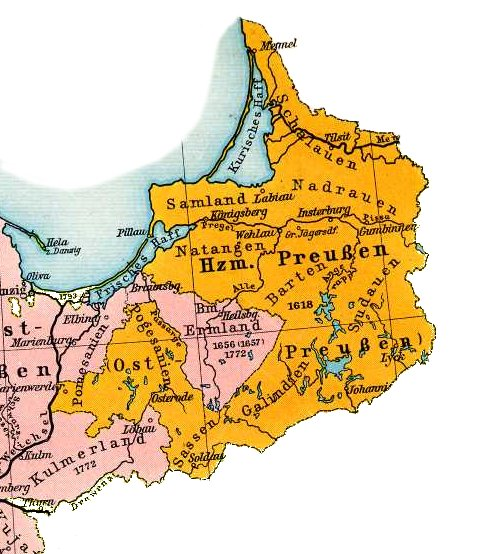
Ermlands läge i Preussen 1648 (rosa området i mitten).

Ermland (polska: Warmia) är ett historiskt landskap som idag är delvis beläget i Ermland-Masuriens vojvodskap i norra Polen och delvis i Ryssland.
Ermland erövrades omkring 1230 av Tyska orden och innehades som ett särskilt landskap och var sedan 1243 ett av de fyra biskopsstift, vari påven delade denna ordens landområde. Biskopen av Ermland lydde från början under ärkebiskopen av Riga, men sedan 1512 omedelbart under påven. Under 1400-talet upphöjdes han till tysk riksfurste. Genom freden i Thorn (1466) kom Ermland jämte hela Westpreussen till Polen och vid detta lands första delning (1772) till Preussen, då Fredrik den store upphävde den gamla författningen och fråntog biskopen hans furstliga makt och inkomster. Ännu vid 1900-talets början bar den katolska biskopen i Ostpreussen titeln "biskop av Ermland" och han residerade i Frauenburg. Bland biskoparna av
Ermland märks särskilt Enea Silvio Piccolomini (1457-58)
och Stanislaus Hosius (1551-79).
Under preussiskt styre ingick Ermland i regeringsområdet Königsberg, motsvarande de kretsarna Braunsberg, Heilsberg, Rössel
och Allenstein. Området var 4 249 km2 stort och hade 238 393 invånare 1900, till största delen katoliker. 
Det förblev tyskt fram till 1945, då större delen övergick till Polen, medan en mindre del blev sovjetisk.